# Inozitol-1,3,4-trisfosfat 5/6-kinaza
Inozitol-1,3,4-trisfosfat 5/6-kinaza (EC 2.7.1.159, Ins(1,3,4)P3 5/6-kinaza, inozitol trisfosfatna 5/6-kinaza) je enzim sa sistematskim imenom ATP:1D-mio-inozitol 1,3,4-trisfosfat 5-fosfotransferaza. Ovaj enzim katalizuje sledeću hemijsku reakciju
(1) ATP + 1-mio-inozitol 1,3,4-trisfosfat {\displaystyle \rightleftharpoons } ADP + 1-mio-inozitol 1,3,4,5-tetrakisfosfat
(2) ATP + 1-mio-inozitol 1,3,4-trisfosfat {\displaystyle \rightleftharpoons } ADP + 1-mio-inozitol 1,3,4,6-tetrakisfosfat
Kod ljudi, ovaj enzim, zajedno sa EC 2.7.1.127 (inozitol-trisfosfat 3-kinazom), EC 2.7.1.140 (inozitol-tetrakisfosfat 5-kinazom) i EC 2.7.1.158 (inozitol pentakisfosfat 2-kinazom) učestvuje u produkciji inozitol heksakisfosfata (InsP6).

## Literatura
- Nicholas C. Price; Lewis Stevens (1999). Fundamentals of Enzymology: The Cell and Molecular Biology of Catalytic Proteins (Third изд.). USA: Oxford University Press. ISBN 019850229X.
- Eric J. Toone (2006). Advances in Enzymology and Related Areas of Molecular Biology, Protein Evolution (Volume 75 изд.). Wiley-Interscience. ISBN 0471205036.
- Branden C; Tooze J. Introduction to Protein Structure. New York, NY: Garland Publishing. ISBN 0-8153-2305-0.
- Irwin H. Segel. Enzyme Kinetics: Behavior and Analysis of Rapid Equilibrium and Steady-State Enzyme Systems (Book 44 изд.). Wiley Classics Library. ISBN 0471303097.
- William P. Jencks (1987). Catalysis in Chemistry and Enzymology. Dover Publications. ISBN 0486654605.

## Spoljašnje veze
- +inositol-1,3,4-trisphosphate+5/6-kinase на 